# フランス電力
フランス電力会社（ふらんすでんりょくかいしゃ、Électricité de France〈エレクトリシテ・ド・フランス〉、EDF）は、フランス最大の電力会社である。2023年2月現在フランス政府が株式の90%以上を所有している。
第二次大戦後の1946年4月8日に、当時のフランスの産業大臣マルセル・ポールのもとで成立した「電気・ガス事業国有化法」によって、複数の発電、送電、配電会社が合同し、国有会社「フランス電力公社」が設立された。2004年11月19日まではフランス政府が100%の株式を保有する完全な国有会社だったが、翌11月20日にその内の15%前後を売却し、同日にユーロネクスト・パリへ上場（Euronext: EDF ）、以後株式公開企業となっている。2022年7月、フランス政府はフランス電力の完全国有化の計画を発表した。

## 概要
EDFは世界最大級の電力会社であり、2003年には欧州連合内の電気の22%を生産している。
EDFは燃料資源の乏しいフランスにおいて、1973年のオイルショックを契機に原子力開発を推し進め、独占的に原子力発電所の建設・運転を行っている。2004年現在でフランス国内の20箇所以上で58基の原子炉を運転している。その他1967年に世界初の潮力発電所であるランス潮汐発電所を運転している。
EDFはフランス国内の発電事業は独占していなかったが、1999年の電力市場開放までは配電事業を独占していた。欧州連合の電力自由化政策にあわせてフランスの電力市場が段階的に開放された（2007年7月をもって完全開放された）ためEDFは独占を失い、フランス国内に各国の電力・エネルギー企業が参入したが、EDFは電力自由化の進む他国の電力会社の株式を積極的に買収し、ヨーロッパ各国をはじめ中国、ベトナム、アメリカ合衆国、南米、アフリカなど全世界の電力会社を傘下に置く多国籍企業となっている。
本社所在地は、パリ8区 ヴァグラム通り (avenue Wagram) 22-30番地。

フランス電力公社の運転するロレーヌのカットノン原子力発電所

- 発電量：640 TWh（輸出分157.6 TWh）
- 設備容量：フランス国内/124GW、国外/18.8GW
- 発電内訳：原子力82.9%/水力7.5%/石炭3.5%/石油3.5%/その他2.6%
- 売上：663億ユーロ
- 営業利益：95億ユーロ
- 純利益:39億ユーロ
- 小口顧客：41.6百万戸

フランス国内でのEDFのライバルとなる会社は、国外の発電・配電会社のほかにSNET (Société nationale d'électricité et de thermique) 、CNR (Compagnie nationale du Rhône) 、SHEM (Société hydro-électrique du Midi) といった火力・水力発電主体の発電会社があるが、いずれもEDFに比べてシェアは小さい。うちSNETはスペインの電力会社エンデサが大株主となり、CNRとSHEMはエンジーのベルギーの子会社エレクトラベル (Electrabel) と協力関係にある。

## 日本におけるフランス電力
東京（虎ノ門）に日本駐在事務所を開設している。駐在員は日本の原子力産業関係者や日本政府関係者を交えた会合に定期的に参加している。